# Isométrie partielle
 (décembre 2007).
Si vous disposez d'ouvrages ou d'articles de référence ou si vous connaissez des sites web de qualité traitant du thème abordé ici, merci de compléter l'article en donnant les références utiles à sa vérifiabilité et en les liant à la section « Notes et références ».
En analyse fonctionnelle, une isométrie partielle est une application linéaire entre deux espaces de Hilbert dont la restriction au complément orthogonal de son noyau est une isométrie.
Ce complément orthogonal du noyau est appelé le sous-ensemble initial et son image est appelée sous-ensemble final.

## Exemples
- Tout opérateur unitaire sur un espace de Hilbert est une isométrie partielle dont les espaces initial et final sont l'espace de Hilbert considéré.
- Sur l'espace hermitien C2, l'application linéaire représentée par la matrice {\displaystyle {\begin{pmatrix}0&1\\0&0\end{pmatrix}}} est une isométrie partielle, d'espace initial {\displaystyle \{0\}\oplus \mathbb {C} \subseteq \mathbb {C} \oplus \mathbb {C} } et d'espace final {\displaystyle \mathbb {C} \oplus \{0\}}.

## Autre définition
Si U est une isométrie définie sur sous-espace fermé H1 d'un espace de Hilbert H, alors il existe une unique extension W de U sur tout H qui soit une isométrie partielle. Cette extension est définie en la prolongeant par 0 sur le complément orthogonal de H1.
On appelle ainsi parfois isométrie partielle une isométrie définie sur un sous-espace fermé d'un Hilbert.

## Caractérisation
Les isométries partielles sont aussi caractérisées par le fait que soit W W* ou soit W* W soit une projection. Si cela se produit, WW* et W*W sont toutes deux des projections. Cela permet de définir une isométrie partielle pour des C*-algèbres de la manière suivante :
Si A est une C*-algèbre, on dit qu'un élément W de A est une isométrie partielle si W*W ou WW* est une projection (endomorphisme autoadjoint idempotent) dans A. Dans ce cas, toutes deux sont des projections orthogonales, appelées respectivement la projection initiale et la projection finale de W.
Quand A est une algèbre d'opérateurs, les images de ces projections sont respectivement le sous-espace initial et le sous-espace final de W.
On peut aussi montrer que les isométries partielles sont caractérisées par l'équation :
{\displaystyle W=WW^{*}W.}
Deux projections dont l'une est la projection initiale et l'autre la projection finale d'une même isométrie partielle sont dites équivalentes. Il s'agit d'une relation d'équivalence qui joue un rôle important en K-théorie des C*-algèbres, et dans la théorie de Murray (en)-von Neumann des projections dans les algèbres de Von Neumann.